# Ольгинская гимназия (Ставрополь)
Ольгинская женская гимназия в городе Ставрополе — среднее учебное заведение времён Российской империи, первая женская гимназия Ставрополя. Была основана в сентябре 1872 года. Функционировала до 1920 года. Здание бывшей Ольгинской гимназии является объектом культурного наследия регионального значения, находится на пересечении проспекта Октябрьской Революции и улицы Комсомольской.

## Сбор средств на открытие гимназии для представительниц всех сословий
В октябре 1849 года в городе Ставрополь-Кавказский (Ставрополь с 1935 года) было открыто шестилетнее училище Святой Александры преимущественно для девушек из семей чиновников и обедневших военных, оказавшихся в трудной жизненной ситуации. Училище стало одним из первых образовательных учреждений для женщин на Северном Кавказе, но региону требовалось всесословное женское учебное заведение.
В 1850-х годах об открытии женской гимназии для представительниц всех сословий активно хлопотал Януарий Михайлович Неверов, директор Ставропольской классической мужской гимназии. Чтобы собрать средства на открытие учебного заведения, в январе 1858 года Неверов с воспитанниками устроил спектакль для ставропольской публики (что делалось гимназистами ежегодно) с необычным прологом. Гимназист Демьяненко (в дальнейшем председатель попечительского совета Ольгинской гимназии) сочинил текст для действия пролога. В сценке напоминающий Неверова персонаж рассуждал с учениками об идеях правительства в части реформы женского образования в Российской империи.
Спектакль имел у ставропольской интеллигенции оглушительный успех. С премьерного и с повторного показов было собрано 945 рублей, ставших основой фонда будущей всесословной женской гимназии. Депутаты Ставропольского дворянского собрания передали фонду 13150 рублей, которые изначально планировали направить на создание института благородных девиц. Ставропольским городским обществом было принято решение о ежегодном взносе в фонд гимназии в размере 1200 рублей.
В 1859 году Неверов, бывший не в лучших отношениях с губернатором П. А. Брянчаниновым, отбыл в Москву.

## Открытие женского училища
В декабре 1860 года был утверждён проект образовательного учреждения, который представил губернатор П. А. Брянчанинов. Это было женское училище второго разряда, открывшееся в Ставрополе-Кавказском в сентябре 1861 года для семидесяти пяти девочек из семей мещан и разночинцев. Училище размещалось на Александрийской улице (ныне улица Советская, 6) в доме, купленном за 13 тысяч рублей у мещанина Н. Соннова.
Первой начальницей училища была Мария Лучкина, вдова полковника русской армии. Преподавали преимущественно учителя Ставропольской мужской классической гимназии, которые получали небольшое вознаграждение — «по 20 рублей за годовой урок» В учебный курс входили Закон Божий, география, чистописание, рукоделие, пение, история, азы измерений, арифметика.
В июле 1862 года училище стало шестиклассным и получило статус первого разряда.
В 1869 году женское училище посетил великий князь Михаил Николаевич с супругой Ольгой Фёдоровной. Делегация горожан обратилась к великому князю с просьбой разрешить содержать в училище 20 неимущих девушек «в счёт особой складчины», именовать их воспитанницами великой княгини Ольги Фёдоровны и выдавать каждой воспитаннице по окончании училища 150 рублей на приданое. Князь с княгиней идею одобрили.
В начале декабря 1869 года воспитанницы училища начали изучать белошвейное, портновское и башмачное мастерство (открыли ремесленный класс).

## Образование женской гимназии
В 1870 году открытое на Александрийской улице женское училище было объединено с училищем Святой Александры. После слияния был принят новый устав, позволяющий учебному заведению получить статус гимназии.
В 1872 году училище было преобразовано в первую в городе и в Ставропольской губернии женскую гимназию, чему также способствовал Януарий Неверов, в 1864 году ставший попечителем Кавказского учебного округа.
Выпускницы гимназии имели право на преподавание: для получения профессии педагога в 1876—1878 годах были открыты седьмой и восьмой гимназические классы. В седьмом изучали педагогику, в восьмом были два отделения — математики и русского языка.
К 1876 году в гимназии обучалось около 400 девушек. Жители города изъявили желание назвать гимназию Ольгинской в честь великой княгини, что было утверждено императорским указом от 10 сентября 1876 года.

## Ольгинская гимназия в новом здании
К 1876—1877 годам здание домовладения Соннова на улице Александрийской с нагрузкой не справлялось. В 1877—1879 годах неподалёку от Воронцовского парка (ныне Центральный) на участке, где ранее находилась пересыльная женская тюрьма, было возведено новое здание Ольгинской гимназии. Стоимость строительства составила около 40 тысяч рублей.
В 1879 году гимназистки и преподаватели разместились в новом здании. В числе оснащённых пособиями кабинетов значились физический и естественно-исторический. В отдельных помещениях были оборудованы библиотека и буфетная.
В апреле 1880 года от Ольгинской женской гимназии было отделено бывшее учебное заведение Святой Александры и преобразовано в женскую семиклассную гимназию Святой Александры.
В 1884 году в здании Ольгинской гимназии была обустроена домовая церковь во имя Рождества пресвятой Богородицы. Средства выделил попечительский совет учебного заведения. Икону Иисуса, благословляющего детей, подарила великая княгиня Ольга Фёдоровна. 
В начале 1890-х годов в курсах отделений математики и русского языка выделили теоретическую и практическую часть, для получения практических навыков преподавания образовали девятый класс гимназии. Также был образован «азбучный» (подготовительный) класс для девочек семи лет, с которыми занимались русским языком и математикой воспитанницы девятого класса.

Из речи учителя В. С. Сергеенко в сентябре 1897 года на праздновании 25-летия со дня образования гимназии:
…по счастливой случайности на развалинах пересыльной тюрьмы явился и вырос чудный храм просвещения. Там, где, казалось, должны были раздаваться лишь стоны и проклятия, где должны были слышаться только слезы и вопли отчаяния, — ныне совершается мирная культурная работа на пользу родины, возносится благодарственный гимн к небесам и неумолчно звучат веселые детские голоса.
За четверть века выпускницами Ольгинской гимназии стали 540 девушек, из которых звание домашней учительницы по математике получили 213 выпускниц, по русскому языку —179 выпускниц.
В начале 1900-х годов здание гимназии со стороны Воронцовской рощи было расширено двухэтажным пристроем.

## Преподаватели и выпускницы Ольгинской гимназии
В числе учителей Ольгинской гимназии:
- И. П. Кувшинский, преподаватель истории. Гласный Ставропольской думы.
- Н. Я. Динник, учитель естествознания. Учёный географ, автор трудов о флоре и фауне Северного Кавказа, член Санкт-Петербургского общества естествоиспытателей.
- П. С. Случевский, учитель словесности. Составитель «Руководства к истории словесности по лучшим образцам».
- В. В. Шумов, преподаватель алгебры и геометрии.
- В. И. Смирнов, учитель рисования и черчения. Художник-академист и друг К. Л. Хетагурова.

Известные представительницы русской интеллигенции, закончившие Ольгинскую гимназию:
- Римма Иванова. Сестра милосердия, участница Первой мировой войны. Посмертно награждена офицерским орденом Святого Георгия Победоносца 4-й степени (единственная в Российской империи). Известна как «ставропольская дева», «русская Жанна д’Арк». Вдохновила оставшихся без командования солдат на победный штурм укреплений.
- Ольга Форш. Писатель и драматург.
- Надежда Абрамова, дочь публициста-просветителя Якова Абрамова.
- Варвара Косенко, организатор большевистского движения на Ставрополье.
- Мария Вальяно (сестра Николая Вальяно), комиссар народного просвещения Северо-Кавказской республики.

Ольгинская женская гимназия функционировала до установления в Ставропольской губернии советской власти в 1920 году, правопреемником гимназии считается школа № 1 города Ставрополя. В настоящее время в бывшем здании Ольгинской гимназии размещена коррекционная школа-интернат № 36 для слабослышащих детей.